# Frederic Tuten
Frederic Tuten (New York, 2 dicembre 1936) è uno scrittore statunitense.

## Biografia
Nato nel Bronx il 2 dicembre 1936 da Rex Tuten e Madelyn Scelfo, nel 1959 ha conseguito un B.A. al City College di New York e successivamente un M.A. (1964) e un dottorato di ricerca (1971) all'Università di New York.
Nel 1971 ha esordito nella narrativa con il romanzo parodico-sperimentale The Adventures of Mao on the Long March e in seguito ha pubblicato altri 4 romanzi, una raccolta di racconti e un'opera autobiografica, My Young Life, nel quale ha raccontato il suo ventennio dal 1944 al 1964.
Vincitore nel 2016 di un Premio O. Henry e co-sceneggiatore del film cult Possession, suoi articoli e recensioni sono apparsi in riviste quali Artforum, The New York Times e Los Angeles Review of Books.

## Opere

### Romanzi
- The Adventures of Mao On the Long March (1971)
- Tallien (1988)
- Tintin in the New World (1993)
- Van Gogh's Bad Cafe (1997)
- The Green Hour (2002)

### Raccolte di racconti
- Self Portraits (2010)

### Memoir
- My Young Life (2019)

### Opere tradotte in  italiano
- Autoritratto con Sicilia (Self Portrait with Sicily, 2008), Bagheria, Drago, 2010, tavole di Domenico Paladino, traduzione di Chiara Barzini ISBN 978-88-95082-16-5.

## Filmografia parziale
- L'an 01, regia di Jacques Doillon, Alain Resnais e Jean Rouch (1973) (attore)
- Possession, regia di Andrzej Żuławski (1981) (co-sceneggiatore)

## Premi e riconoscimenti
- Guggenheim Fellowship: 1973[8]
- Premio O. Henry: 2016 vincitore con il racconto Winter, 1965